# Oncousoecia abrupta
Oncousoecia abrupta är en mossdjursart som beskrevs av Osburn 1953. Oncousoecia abrupta ingår i släktet Oncousoecia och familjen Oncousoeciidae. Inga underarter finns listade i Catalogue of Life.